# Hugonia gabunensis
Hugonia gabunensis är en linväxtart som beskrevs av Adolf Engler. Hugonia gabunensis ingår i släktet Hugonia och familjen linväxter. Inga underarter finns listade i Catalogue of Life.